# Globisinum
Globisinum is een geslacht van weekdieren uit de klasse van de Gastropoda (slakken).

## Soorten
- Globisinum crassiliratum Finlay, 1926 †
- Globisinum drewi (Murdoch, 1899)
- Globisinum miocaenicum (Suter, 1917) †
- Globisinum spirale (P. Marshall, 1917) †